# Франкфуртские пряники

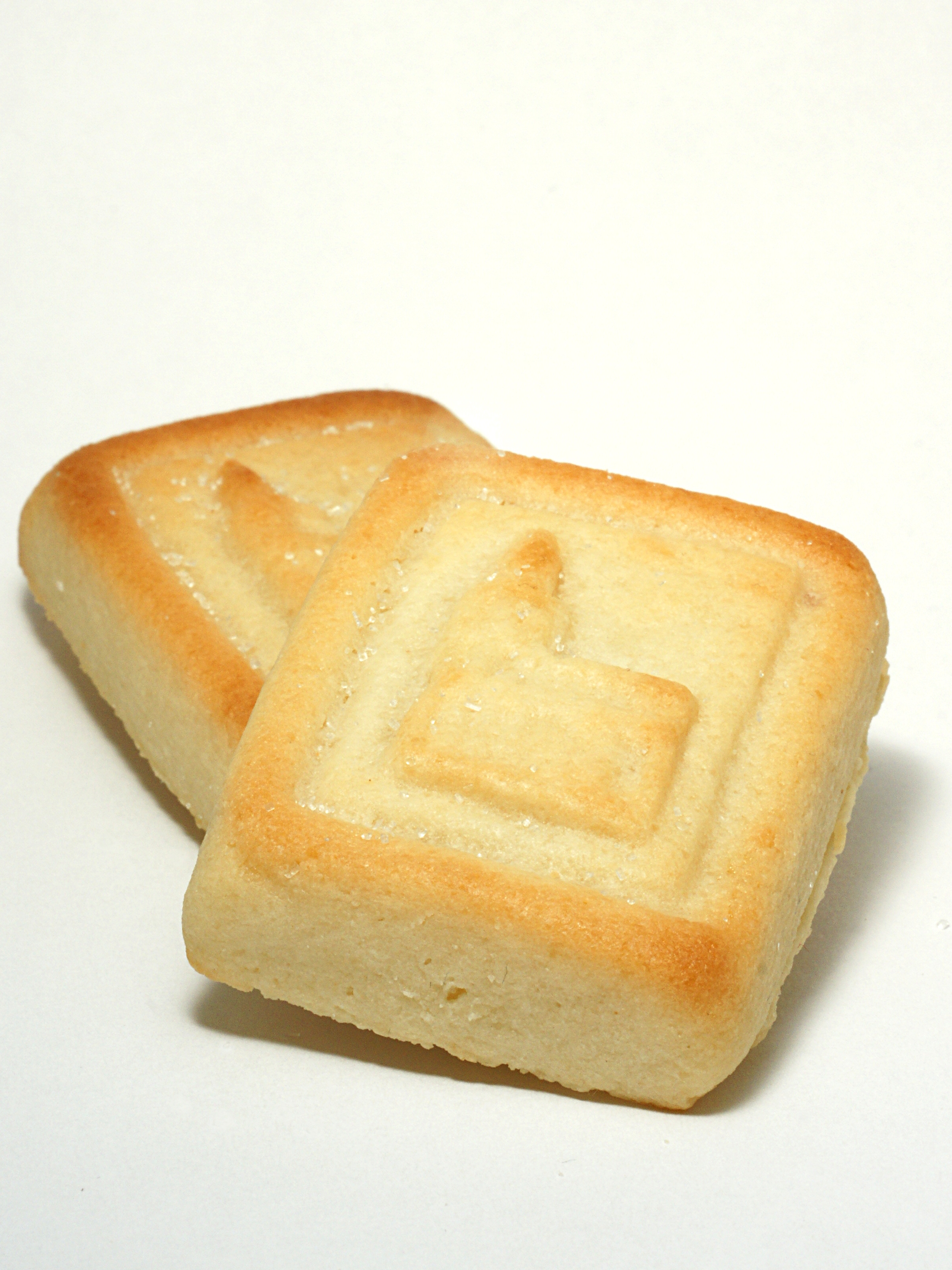
Франкфуртский пряник

Франкфуртские пряники (нем. Frankfurter Brenten — букв. «франкфуртские оттиски») — традиционное рождественское печенье во Франкфурте-на-Майне из марципана, известное ещё со времён Средневековья. Считается, что франкфуртские пряники наряду с айвовой колбасой и перечными орехами были любимыми сладостями И. В. Гёте.
Франкфуртские пряники вопреки их названию изготавливают не из пряничного теста, а из той же марципановой массы, что и бетменхен, в специальных формах с франкфуртскими мотивами. Существуют несколько рецептов, варьирующихся в зависимости от присутствия муки как ингредиента. Эдуард Мёрике посвятил франкфуртскому прянику стихотворение, в котором описал сложность его приготовления, однако в настоящее время на производство франкфуртских пряников идёт готовая марципановая масса. В отличие от круглых шариков бетменхен, для франкфуртского пряника используют деревянные формы. На вырезанные по форме пряники наносят рисунки, как и у спекулос. Продажу этих рождественских пряников в кондитерских Франкфурта начинают уже в октябре.